# Нишская епархия
Ни́шская епа́рхия (серб. Епархија нишка) — епархия Сербской православной церкви на юге Сербии.

## История
Христианство на территории Нишской епархии проповедовали ученики апостолов апостольских, которые уже оставили здесь своих учеников. Ниш с древнейших времён имел епископскую кафедру. На территории епархии родился император Константин I Великий.
Ранняя история епархии известна мало. До 732 года была подвластна Папскому престолу. При переселении славян епархия пресеклась.
С X века епархия входила в состав Охридской архиепископии. После 1219 года епархия переходит в состав Сербской церкви, и впоследствии разделила её судьбу, в 1766 году став частью Константинопольского патриархата в ранге митрополии. Когда в августе 1831 года была воссоздана Сербская автономная церковь в составе Вселенского патриархата, то Нишская митрополия не вошла в её состав, оставаясь в юрисдикции Константинополя, а с 11 февраля 1872 года была частью автокефальной Болгарской православной церкви (которая в это время находилась в схизме), но уже 10 октября 1879 года стала частью новопровозглашённой автокефальной Сербской церкви.
В 1898 году на источнике рядом со входящем в состав епархии монастыре в Джунисе было явление Богородице местной девочке Милойке Йоцич, которая дала завет построить на этом месте храм. Рассказ о явлении был опубликован только в 1936 году братом девочки. С тех пор камень, на который ступала Богородица, и сам источник считаются чудотворными и стали местами паломничества верующих. 
В октябре 2013 года в Нише состоялись основные торжества, посвящённые празднованию 1700-летию подписания Миланского эдикта.

## Епископы
- Кириак (до 343)
- Гауденций (около 343)
- Бонос (378—391)
- Маркиан (409—414)
- Далматий (467)
- Гаиан (504—516)
- Проект (около 553)
- Никодим (ок. 1279)
- Матфей (1528—1541)
- Евфимий (ок. 1592)
- Георгий (ок. 1597)
- Макарий (первая половина XVII века)
- Герасим (ок. 1645)

- Рувим (1680—1707)
- Яничий I (1712—1734)
- Пангелос (1734—1750) (греческий)
- Георгий (Попович) (1735—1745) (сербский)
- Гаврилл (Николич) (ок. 1752)
- Калиник (ок. 1753)
- Никодим (ок. 1754)
- Афанасий (ок. 1755)
- Гавриил II (ок. 1761)
- Гавриил III (1766—1777)
- Герасим (1778)
- Макарий (1802—1815)
- Мелетий (1815—1821)
- Венедикт I (ок. 1821)
- Даниил (1821)
- Иосиф (1827—1832)
- Григорий (1837—1842)
- Никифор (ок. 1842)
- Венедикт II (1843—1845)
- Иоанникий II (1850—1858)
- Стефан (Ковачевич) (1858—1862)
- Каллиник (Томадис) (1862—1869)
- Парфений (1869)
- Каллиник II (1869—1872)
- Виктор (Чолаков) (28 мая 1872 — 1 апреля 1883)
- Нестор (Попович) (3 апреля 1883 — 19 марта 1884)
- Димитрий (Павлович) (8 ноября 1884—1889)
- Иероним (Йованович) (22 июня 1889 — 10 июня 1894)
- Иннокентий (Павлович) (2 августа 1894 — 15 февраля 1898)
- Никанор (Ружичич) (17 апреля 1898 — апрель 1911)
- Доментиан (Попович) (7 мая 1911 — 21 марта 1913)
- Досифей (Васич) (25 мая 1913 — 8 октября 1932)
- Иоанн (Илич) (13 июня 1933 — 5 февраля 1975)
- Ириней (Гаврилович) (15 июня 1975 — 26 мая 2011) c 22 января 2010 года — в/у, патр. Сербский
- Иоанн (Пурич) (26 мая 2011 — 24 мая 2016)
- Феодосий (Шибалич) (24 мая 2016 — 24 мая 2017)
- Арсений (Главчич) (с 24 мая 2017)

## Монастыри
- Айдановац
- Джюнис
- Дивлянский монастырь
- Липовац
- Поганово